# Кецань
Кецань, Кецані (рум. Chețani) — село у повіті Муреш в Румунії. Адміністративний центр комуни Кецань.
Село розташоване на відстані 277 км на північний захід від Бухареста, 41 км на захід від Тиргу-Муреша, 47 км на південний схід від Клуж-Напоки.

## Населення
За даними перепису населення 2002 року у селі проживали 1313 осіб. Рідною мовою 1309 осіб (99,7%) назвали румунську.
Національний склад населення села:
| Національність | Кількість осіб | Відсоток |
| -------------- | -------------- | -------- |
| румуни         | 1306           | 99,5%    |
| угорці         | 6              | 0,5%     |